# ГЕС Касимлар 1-2
ГЕС Касімлар 1-2 — гідроенергетичний комплекс на півдні Туреччини на річці Кьопрю-Чай (античний Евримедонт), яка впадає до Середземного моря приблизно посередині між Анталією та Сіде.
У межах проєкту річку перекрили греблею Касімлар висотою 90 метрів, виконаною як споруда з ущільненого котком бетону. Сюди ж через канал довжиною 1 км та тунель довжиною 2,2 км подається додатковий ресурс від водозабірної греблі İbişler. Пригреблевий машинний зал Касімлар 1 обладнали двома турбінами типу Френсіс загальною потужністю 25 МВт, які при напорі у 83 метри забезпечують виробництво 69 млн кВт·год електроенергії на рік.
За 0,7 км від греблі Касімлар річку перекриває ще одна водозабірна споруда, яка спрямовує ресурс у прокладену через лівобережжя дериваційну трасу, що включає канал довжиною 4,4 км та тунель довжиною 10,9 км. На завершальному етапі ресурс проходить через напірну шахту глибиною 168 метрів та напірний тунель довжиною 0,5 км до розташованого на березі Кьопрю-Чай наземного машинного залу Касімлар 2. Тут встановлено дві турбіни типу Френсіс загальною потужністю 74,5 МВт, які при напорі у 268 метрів забезпечують виробництво 200 млн кВт·год електроенергії на рік.